# Леджер, Хит
Хит Э́ндрю Ле́джер (англ. Heath Andrew Ledger; 4 апреля 1979[…], Перт, Западная Австралия, Австралия — 22 января 2008[…], Манхэттен, Нью-Йорк, США) — австралийский актёр и клипмейкер. После успешных ролей в кино и на телевидении Австралии в 1990-х годах Леджер в 1998 году переехал в США с целью развития актёрской карьеры. В Голливуде он снялся в 19 фильмах, включая «10 причин моей ненависти» (1999), «Патриот» (2000), «История рыцаря» (2001), «Горбатая гора» (2005) и «Тёмный рыцарь» (2008). В дополнение к актёрской карьере он продюсировал, снимал музыкальные клипы и стремился стать режиссёром.
Роль Энниса Дель Мара в романтической мелодраме «Горбатая гора» в 2005 году принесла Леджеру премии Нью-Йоркского сообщества кинокритиков и Австралийской киноакадемии в категории «Лучший актёр», а также номинации на премии «Оскар», BAFTA, SAG и «Золотой глобус» в этой же категории. В 2009 году Хит Леджер  посмертно был удостоен всех последних премий в номинации «Лучший актёр второго плана» за воплощение образа Джокера в фильме «Тёмный рыцарь», тем самым став первым актёром, получившим «Оскар» за фильм, основанный на комиксах, а также вторым актёром, награжденным «Оскаром» посмертно за лучшую роль второго плана.

## Жизнь и актёрская карьера

### Молодость
Хит Эндрю Леджер родился 4 апреля 1979 года в городе Перте (Западная Австралия) у Салли (урождённой Рэмшо) и Кима Леджеров. Мать была учительницей французского языка, её предки происходят из шотландского рода клана Кэмпбелл. Отец был автогонщиком и горным инженером из известной в Перте семьи, которая была основательницей и владелицей инженерно-литейного завода Леджеров — предприятия очень хорошо известного как в Перте, так и в соседнем городе Калгурли, чей трубопровод был построен из сырья, поставляемого заводом Леджеров. Благотворительный Фонд Сэра Фрэнка Леджера был назван в честь прадеда Хита по отцовской линии. Хит и его старшая сестра Кэйт были названы родителями в честь героев романа Эмили Бронте «Грозовой перевал». Родители разошлись, когда Хиту было 10 лет, и окончательно развелись, когда ему было 11. Хит остался с матерью, но продолжал поддерживать хорошие отношения и с отцом. Салли затем вышла за Роджера Белла и от этого брака у Хита была сестра Эшли Белл (род. в 1990). Ким, аналогично, женился на Эмме Браун и от этого брака у Хита была единокровная сестра Оливия Леджер (род. в 1996).
Во время учёбы в Гилфордской грамматической школе для мальчиков Хит активно занимался спортом в школьной хоккейной команде, увлекался танцами, а кроме того, играл в школьной театральной студии. В 15 лет он стал руководителем школьной актёрской команды, принимавшей участие в соревнованиях, и окончательно сделал выбор в пользу актёрской профессии.

### Актёрская карьера
В возрасте 17 лет, сразу после окончания школы, Хит вместе с приятелем уехал в Сидней, город, где, по его словам, сбываются все мечты. В 1996 году он получил роль велосипедиста-гея в телевизионном сериале о молодых спортсменах «Пот». Его работа там была замечена, и в 1997 году Леджер снялся в фильме из жизни подростков «Чёрная скала». Благодаря этим работам он стал довольно известным в Австралии, и его пригласили сниматься в США, в сериале «Рёв» компании Fox. В 1999 году актёр обзавёлся киноагентом в Голливуде и получил новые роли: сначала в чёрной комедии «Пальцы веером», а вскоре в молодёжной комедии «10 причин моей ненависти». После участия в этих картинах Хит Леджер решил отказаться от имиджа красавчика — кумира подростков и стал рассматривать более серьёзные предложения.
В 2000 году ему удалось получить одну из центральных ролей в фильме Роланда Эммериха «Патриот», где он сыграл вместе с Мелом Гибсоном. Благодаря успеху этой картины Хит Леджер был удостоен премии лучшему дебютанту года от «Blockbuster Entertainment Award» и обрёл мировую известность. Вскоре он снялся в главной роли в романтической «Истории рыцаря» (2001), имевшей немалый успех у зрителей во всём мире, а сам Леджер был номинирован на награду MTV за лучший поцелуй киногода.
Подписав контракт со студией Miramax, актёр продолжил работу над съёмками в небольшой роли в фильме «Бал монстров». В дальнейшем он снимается в некассовых фильмах «Четыре пера», «Банда Келли» и «Пожиратель грехов», выбирая себе для воплощения сложные и неоднозначные характерные роли.
2005 год стал для Хита Леджера пиком его актёрской карьеры. В этом году вышли сразу четыре фильма с его участием, причём его роли были совершенно не похожи одна на другую. В красочном фильме режиссёра Терри Гиллиама «Братья Гримм» он сыграл одного из братьев-мошенников, помешанных на сказках. В картине «Короли Догтауна» — вечно полупьяного торговца досками для сёрфинга. Самой неоднозначно воспринятой ролью стал образ ковбоя-бисексуала в фильме Энга Ли «Горбатая гора», где Леджер составил актёрский дуэт с Джейком Джилленхолом. «Горбатая гора» была удостоена трёх премий «Оскар», четырёх премий «BAFTA» и четырёх премий «Золотой глобус», а также получила приз «Золотой лев» Венецианского кинофестиваля. Сам Хит был номинирован на «Оскар» в категории «Лучшая мужская роль», а также на многие другие кинопремии. В конце 2005 года состоялась премьера ещё одного фильма с участием Леджера — романтической костюмированной комедии «Казанова», где актёр сыграл главную роль знаменитого соблазнителя Джакомо Казанова.

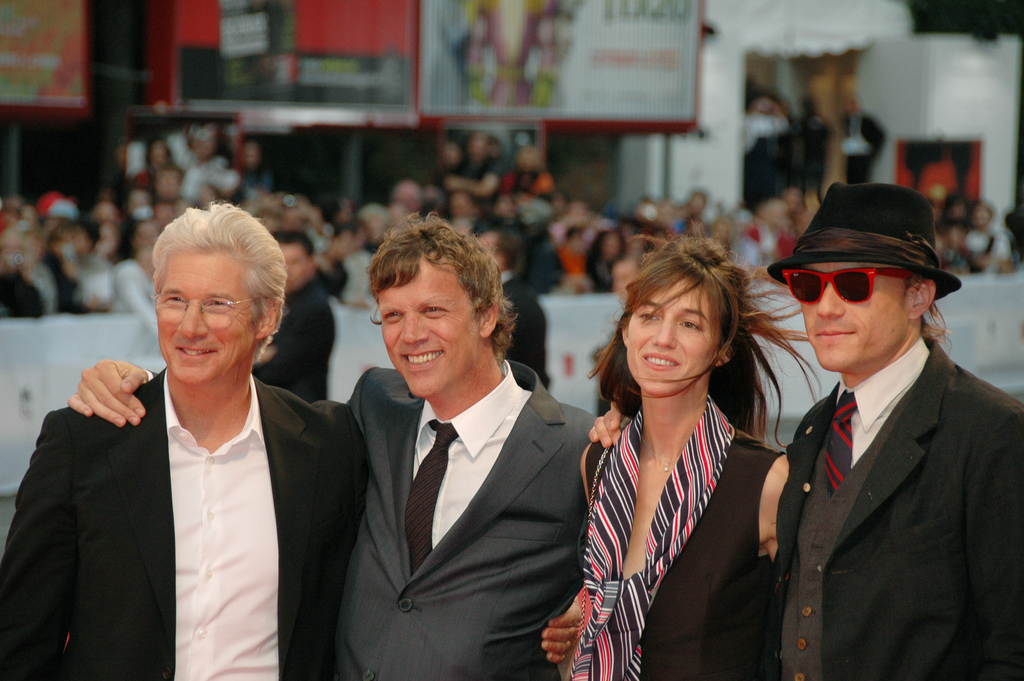
Леджер (крайний справа) вместе с командой фильма «Меня там нет» на 64-м Венецианском кинофестивале, сентябрь 2007 года.

В 2006 году Леджер снялся в австралийской драме о наркоманах «Кэнди», получившей признание на родине и на международных кинофестивалях. В 2007 году на экраны вышел фильм «Меня там нет» независимого режиссёра Тодда Хейнса, биографическая драма, где Хит Леджер сыграл одну из шести ипостасей знаменитого певца Боба Дилана.
В 2007 году также были завершены съёмки продолжения саги о Бэтмене — «Тёмный рыцарь» (реж. Кристофер Нолан), где Хит Леджер исполнил роль злодея Джокера. Леджер подал своего героя как психопата-убийцу с весьма сложной мотивацией, человека невероятно страшного и символически зловещего. Режиссёр фильма Кристофер Нолан в интервью рассказывал, что Хит Леджер основательно и с большим трудолюбием прорабатывал эту роль, вживаясь в своего персонажа и оттачивая характерную разговорную манеру Джокера как важную часть его образа. За эту роль Хит Леджер был посмертно удостоен премии «Оскар».
Чуть позже Леджер сыграл Тони в фильме «Воображариум доктора Парнаса». После смерти исполнителя главной роли, Хита Леджера, съёмочная группа попала в сложное положение: часть материала уже была отснята, но этого было недостаточно. Решение пришло вскоре: по сюжету Тони проходит через волшебное зеркало доктора Парнаса и после этого момента его внешность изменилась. Партию Тони доиграли Джонни Депп, Джуд Лоу и Колин Фаррелл.

### Личная жизнь
Хит Леджер был известен своими многочисленными романами с актрисами. В 1997 году он встречался с Лизой Зейн (сестрой актёра Билли Зейна). В 2000 году — с актрисой Хизер Грэм. В 2002—2004 годах Хит Леджер имел продолжительные отношения с актрисой Наоми Уоттс, с которой актёр познакомился на съёмках фильма «Банда Келли».
Летом 2004 года в Канаде, на съёмках фильма «Горбатая гора», Леджер познакомился с актрисой Мишель Уильямс, с которой прожил вместе три года. 28 октября 2005 года у них родилась дочь Матильда Роуз Леджер. В сентябре 2007 года пара объявила о расставании.
В последние месяцы жизни Хит Леджер, по сообщениям прессы, встречался с австралийской моделью и актрисой Джеммой Уорд. В 2011 году Уорд подтвердила это, сказав, что они начали встречаться ещё с ноября 2007 года.

### Смерть
22 января 2008 года Хит Леджер был обнаружен мёртвым в своей квартире в Манхэттене. Вскрытие не позволило точно установить причину смерти, поэтому понадобилось провести дополнительную токсикологическую экспертизу, по результатам которой была объявлена официальная причина смерти Леджера — острая интоксикация, вызванная совместным действием болеутоляющих (в том числе наркотических анальгетиков — оксикодона и гидрокодона), снотворного (доксиламина) и транквилизаторов (диазепама, темазепама и алпразолама).
Тело актёра было отправлено в Австралию. 9 февраля 2008 года он был кремирован и похоронен на родине — на кладбище Карракатта в Перте. Проститься с Хитом Леджером пришли около пятисот человек, в том числе бывшая девушка актёра Мишель Уильямс, а также актриса Кейт Бланшетт.

## Память

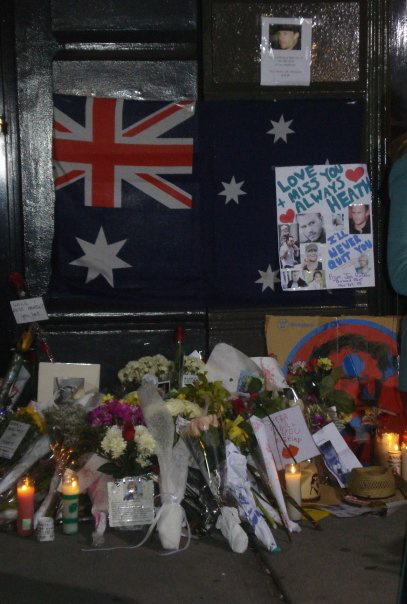
Цветочный мемориал Леджера в Нью-Йорке

В феврале 2014 года в Австралии была учреждена актёрская стипендия имени Хита Леджера. Право на получение стипендии имеет любой начинающий актёр родом из Австралии; в качестве премии даётся грант в размере 20 000 долларов и возможность обучения в Лос-Анджелесе.
В 2017 году вышел документальный фильм об актёре — «Я — Хит Леджер» (англ. I Am Heath Ledger).

## Награды и номинации
- 2006 — Премия Австралийского киноинститута за лучшую мужскую роль в фильме «Горбатая гора»
- 2006 — Номинация на «Оскар» за лучшую мужскую роль в фильме «Горбатая гора»
- 2009 — Премия «Золотой глобус» за лучшую роль второго плана в фильме «Тёмный рыцарь» (посмертно)
- 2009 — Премия «Оскар» за лучшую мужскую роль второго плана в фильме «Тёмный рыцарь» (посмертно)
- 2009 — «Премия Гильдии киноактёров США» за лучшую мужскую роль второго плана в фильме «Тёмный рыцарь» (посмертно)
- 2009 — Специальная награда памяти Хита Леджера премии «Империя» за выдающуюся работу Леджера

## Фильмография
| Год       |     | Русское название             | Оригинальное название               | Роль             |
| --------- | --- | ---------------------------- | ----------------------------------- | ---------------- |
| 1992      | тф  | Клоунада                     | Clowning Around                     | клоун-сирота     |
| 1993—1994 | с   | Корабль к причалу            | Ship to Shore                       | велосипедист     |
| 1996      | с   | Пот                          | Sweat                               | Сноуи Боулс      |
| 1997      | с   | Рёв                          | Roar                                | Конор            |
| 1997      | ф   | Чёрная скала                 | Blackrock                           | Тоби Экланд      |
| 1997      | ф   | Лапы                         | Paws                                | Оберон           |
| 1997      | с   | Домой и в путь               | Home and Away                       | Скотт Ирвин      |
| 1999      | ф   | 10 причин моей ненависти     | 10 Things I Hate About You          | Патрик Верона    |
| 1999      | ф   | Пальцы веером                | Two Hands                           | Джимми           |
| 2000      | ф   | Патриот                      | The Patriot                         | Габриэль Мартин  |
| 2001      | ф   | История рыцаря               | A Knight's Tale                     | Уильям Тэтчер    |
| 2002      | ф   | Бал монстров                 | Monster's Ball                      | Санни Гротовски  |
| 2002      | ф   | Четыре пера                  | The Four Feathers                   | Гарри Февершем   |
| 2003      | ф   | Банда Келли                  | Ned Kelly                           | Нед Келли        |
| 2003      | ф   | Пожиратель грехов            | The Order                           | Алекс Бернье     |
| 2005      | ф   | Короли Догтауна              | Lords of Dogtown                    | Скип Энгблом     |
| 2005      | ф   | Братья Гримм                 | The Brothers Grimm                  | Якоб Гримм       |
| 2005      | ф   | Горбатая гора                | Brokeback Mountain                  | Эннис Дель Мар   |
| 2005      | ф   | Казанова                     | Casanova                            | Джакомо Казанова |
| 2006      | ф   | Кэнди                        | Candy                               | Дэн Картер       |
| 2007      | ф   | Меня там нет                 | I`m not There                       | Боб Дилан        |
| 2008      | ф   | Тёмный рыцарь                | The Dark Knight                     | Джокер           |
| 2009      | ф   | Воображариум доктора Парнаса | The Imaginarium of Doctor Parnassus | Тони Шепард      |
| 2017      | док | Я Хит Леджер                 | I Am Heath Ledger                   | в роли себя      |

### Музыкальные клипы
| Год  | Название                      | Исполнитель  | Примечания                  |
| ---- | ----------------------------- | ------------ | --------------------------- |
| 2006 | Cause an Effect               | N'fa         | Режиссёр                    |
| 2006 | Seduction is Evil (She's Hot) | N'fa         | Режиссёр                    |
| 2006 | Morning Yearning              | Бен Харпер   | Режиссёр                    |
| 2007 | Black Eyed Dog                | Ник Дрейк    | Режиссёр; участие в клипе   |
| 2009 | Quicksand                     | Грейс Вудруф | Режиссёр                    |
| 2009 | King Rat                      | Modest Mouse | Анимационный клип; режиссёр |